# November 10.
November 10. az év 314. (szökőévben 315.) napja a Gergely-naptár szerint. Az évből még 51 nap van hátra.
Névnapok: Réka + András, André, Ariel, Ariéla, Ariella, Arietta, Delinke, Floransz, Florencia, Florentina, Jusztusz, Mátka, Meluzina, Nimfa, Rusztem, Tünde, Virgínia

## Események
- 1310 – Csák Máté elfogadja Károly Róbertet Magyarország törvényes urának.
- 1444 – A várnai csatában a Hunyadi János és I. Ulászló magyar király vezette keresztény sereg vereséget szenved II. Murád török szultán hadseregétől.
- 1526 – Perényi Péter koronaőr tölti be az erdélyi vajda tisztet.
- 1534 – Szalaházi Tamás szervitorai visszafoglalják Tihanyt Szapolyai János embereitől.
- 1687 – A pozsonyi országgyűlés felsőtáblája (7-én az alsótáblája) elfogadja a Habsburg-ház fiági örökösödésének törvényét és lemond az ellenállási jog-ról.
- 1839 – Trefort Ágoston vezetésével Pesti Műegylet néven megalakul Magyarország első és sokáig egyetlen képzőművészeti szakintézménye.
- 1871 – Henry Morton Stanley megtalálja az akkor már két éve eltűnt misszionáriust/felfedezőt, David Livingstone-t.
- 1892 – Kirobban a Panama-botrány: korrupció és hűtlen kezelés miatt bíróság elé kerül a Lesseps-féle csoport, amely a csatorna építésére koncessziót kapott.
- 1915 – I. világháború: A negyedik isonzói csata kezdete, az olasz hadsereg nagyerejű támadásaival szemben az Osztrák–Magyar Monarchia sikeresen védekezik.
- 1920 – A Soltra-gyilkosság
- 1928 – Hirohito japán császár megkoronázásának napja, és uralkodásának kezdete Japánban.
- 1940 – a 20. század legnagyobb földrengése Románia területén
- 1942 – Az amerikai csapatok beveszik Casablanca és Orán városát.
- 1944 – Enver Hoxha vezetésével megalakul az ideiglenes albán kormány, amelyet a szövetséges hatalmak elismernek.
- 1944 – Budapesten megszüntették a polgári forgalmat a közutakon. Az autótaxikat a honvédség saját állományába vette.
- 1954 – Kirobban az algériai háború, Algériának a francia kormány ellen indított  függetlenségi háborúja.
- 1956 – A regnáló kormány megjelenteti a Tiszti Nyilatkozatot, csak ennek aláírása után maradhatott bárki a Magyar Néphadsereg állományában.
- 1958 – A szovjetek Nyugat-Berlin ügyében a három nyugati megszálló hatalomhoz és az NSZK kormányához intézett jegyzékükben egyoldalúan felmondják a Nagy-Berlinre érvényes megszállási megállapodást, követelik, hogy hat hónapon belül Nyugat-Berlin váljon demilitarizált szabad várossá, amely önálló politikai egység lenne az NDK területén, a nyugati megszállók hagyják el Nyugat-Berlint, különben a Szovjetunió külön békeszerződést köt az NDK-val és ráruházza az összes Berlinnel kapcsolatos jogot.
- 1964 – Magyarországon törvényerejű rendelet intézkedik arról, hogy a háborús bűntettek 20 év után sem évülnek el.
- 1965 – Pécsett megkezdődik az első magyar játékfilmszemle.
- 1966 – Az  angol lapok szalagcímmel tudatják, hogy a Beatles nem turnézik tovább.
- 1970 – Megnyitják a turisták részére is a kínai nagy falat.
- 1975 – Az ENSZ elfogadja a 3379-es határozatot, melynek értelmében „A cionizmus a rasszizmus és a faji megkülönböztetés egyik formája.” (1991. december 16-án visszavonják ezt a határozatot).
- 1982 – Csehszlovákiában letartóztatják Duray Miklós magyar ellenzéki politikust.
- 1983 – a Microsoft kiadja a Windowst, ami az MS-DOS bővítése volt egy grafikus felülettel.
- 1986 – Aláírják a McDonald’s éttermi hálózat magyarországi kialakításáról szóló szerződést.
- 1988 – Politikai pártok alapítását is lehetővé teszi az egyesülési és gyülekezési törvénytervezet, amelyet a kormány is jóváhagy. A kormány dönt az alternatív katonai szolgálat bevezetéséről.
- 1989 – Lemond Todor Zsivkov, Bolgár Kommunista Párt főtitkára.
- 1992 – Budapesten tárgyal Borisz Jelcin, megállapodik a magyar vezetőkkel arról, hogy az 1,7 milliárd dollárt kitevő orosz államadósság felét katonai repülőgépek szállításával törlesztik, az Országgyűlésben elmondott beszédében bocsánatot kér a magyar néptől az  1956-os os beavatkozás miatt.
- 2001 – Kinát felveszik a Kereskedelmi Világszervezetbe (WTO).
- 2007 – Csehországban 396 embert állítanak elő a prágai rendőrök, amikor szélsőjobb szervezetek nem engedélyezett tüntetést akartak tartani, melyet az 1938-as Kristályéjszaka évfordulójára időzítenek.
- 2009 – Brazíliában és Paraguayban több mint 60 millió embert érintő áramkimaradás következett be.

## Születések
- 1483 – Luther Márton Ágoston-rendi szerzetes, teológus, vallásreformátor († 1546)
- 1493 – Paracelsus német-svájci alkimista († 1541)
- 1630 – Martin Albrich magyar evangélikus lelkész († 1694)
- 1668 – François Couperin francia zeneszerző († 1733)
- 1697 – William Hogarth angol festő, grafikus, a modern karikaturisták előfutára, az angol nemzeti festészet megteremtője († 1764)
- 1703 – Borsóthy Péter Veszprémi egyházmegyei áldozópap († 1758)
- 1728 – Oliver Goldsmith ír származású angol író († 1774)
- 1735 – Asbóth Gottfried János magyar evangélikus lelkész († 1784)
- 1759 – Friedrich von Schiller német író, drámaíró († 1805)
- 1764 – Beliczay Jónás magyar evangélikus prédikátor († 1845)
- 1775 – Aigl Pál magyar pécsi kanonok († 1839)
- 1787 – Csontos István magyar hivatalnok († 1831)
- 1829 – Elwin Bruno Christoffel német matematikus († 1900)
- 1831 – Károlyi Sándor magyar politikus, kórházalapító, az MTA tagja († 1906)
- 1861 – Robert Innes skót-dél‑afrikai csillagász († 1933)
- 1868 – Funakosi Gicsin (Funakoshi Gichin), a modern karate megalapítója († 1957)
- 1881 – Falu Tamás (eredeti nevén Balassa Lajos) magyar jogász, költő és regényíró († 1977)
- 1887 – Arnold Zweig német író († 1968)
- 1888 – Andrej Nyikolajevics Tupoljev szovjet–orosz repülőgép-tervező († 1972)
- 1889 – Claude Rains angol színész († 1967)
- 1892 – Brüklerné Buday Ella magyar mesterszakácsnő, gasztronómiai író és üzletasszony († 1976)
- 1895 – John Knudsen Northrop amerikai repülőgéptervező (Northrop Air) († 1981)
- 1895 – Öveges József Kossuth-díjas magyar fizikus, tanár, televíziós személyiség († 1979)
- 1899 – Serédy Kató magyar írónő, illusztrátor († 1975)
- 1899 – Pap Gyula magyar festőművész, grafikus, iparművész, művészpedagógus, kiváló művész († 1983)
- 1906 – Giovanni Rocco olasz autóversenyző († 1989)
- 1909 – Halmos László magyar zeneszerző, karnagy († 1997)
- 1911 – Harry Andrews angol színész („A domb”) († 1989)
- 1912 – Barcs Sándor magyar újságíró, szerkesztő, labdarúgó-sporttisztviselő († 2010)
- 1913 – Álvaro Cunhal portugál író, politikus († 2005)
- 1914 –  Tamás Gáspár erdélyi magyar író († 1978)
- 1918 – Ernst Otto Fischer Nobel-díjas német kémikus († 2007)
- 1918 – Záborszky József magyar karnagy, zenepedagógus, zeneszerző († 2015)
- 1919 – Mihail Tyimofejevics Kalasnyikov szovjet-orosz fegyvertervező († 2013)
- 1922 – Katona Szabó István magyar író, újságíró († 2013)
- 1923 – Háray Ferenc Jászai Mari-díjas magyar bábszínész, színész, érdemes művész († 1993)
- 1923 – Oscar Gonzalez uruguayi autóversenyző († 2006)
- 1925 – Sir Richard Burton angol színész († 1984)
- 1926 – Art Bisch (Arthur Bish) amerikai autóversenyző († 1958)
- 1927 – Birtalan József zeneszerző, karmester  († 2017)
- 1928 – Ennio Morricone kétszeres Oscar-díjas olasz zeneszerző († 2020)
- 1930 – Ősz Ferenc magyar újságíró, humorista, konferanszié († 1975)
- 1932 – Roy Scheider amerikai színész („Mindhalálig zene”, „Cápa”, „Francia kapcsolat”) († 2008)
- 1934 – Lucien Bianchi (Luciano Bianchi) belga autóversenyző († 1969)
- 1934 – Koblicska Kálmán erdélyi szárm. magyar színész, rendező († 2018)
- 1937 – Elek Judit Kossuth- és Balázs Béla-díjas magyar író, dramaturg, filmrendező
- 1940 – Salvatore Basile, olasz színész, rendező, producer, statiszta
- 1941 – Jeszenszky Géza magyar történész, egyetemi tanár, külügyminiszter
- 1944 – Arthur J. Nascarella, amerikai színész
- 1944 – Sir Tim Rice Oscar-díjas angol szövegíró
- 1948 – Greg Lake angol basszusgitáros, énekes, az Emerson, Lake and Palmer, a King Crimson és az Alice Cooper zenekarok tagja († 2016)
- 1949 – Orosz István magyar színész
- 1950 – Persányi Miklós magyar biológus, politikus, miniszter
- 1955 – Tóth Armand magyar zeneszerző, karmester, fuvolaművész
- 1955 – Roland Emmerich német filmrendező, forgatókönyvíró, producer
- 1962 – Bartus Gyula Jászai Mari-díjas magyar színész, rendező, író, érdemes művész
- 1965 – Eddie Irvine (Edmund Irvine) brit autóversenyző
- 1969 – Abby Travis amerikai basszusgitáros, színésznő
- 1969 – Ellen Pompeo amerikai színésznő
- 1972 – Sterbinszky Károly (DJ Sterbinszky) magyar DJ és producer
- 1973 – Vándor Attila  magyar színész
- 1975 – Tornike Gordadze grúz politikus, politológus
- 1977 – Tihomil Vranješ horvát vízilabdázó
- 1978 – Kyla Cole szlovák erotikus fotómodell
- 1979 – Kovalovszky Dániel, fotóriporter, fotóművész
- 1984 – Tisza Tibor magyar labdarúgó
- 1986 – Josh Peck amerikai színész
- 1988 – Kabai Márton magyar grafikus, költő
- 1989 – Kóger Dániel magyar jégkorongozó
- 1997 – Joost Klein, holland-fríz énekes, rapper, youtuber
- 2000 – Mackenzie Foy színésznő, modell

## Halálozások
- 461 – I. Nagy Leó pápa(* 400 körül)
- 1241 – IV. Celesztin pápa (* 1187)
- 1444 – I. Ulászló magyar király, III. Ulászló néven lengyel király elesik a várnai csatában (* 1424)
- 1534 – III. Pál pápa (* 1468)
- 1619 – Szafije szultána (*~1550)
- 1662 – Csáky István magyar tárnokmester (* 1603)
- 1673 – Mihály lengyel király (Wiśniowiecki Mihály) Lengyelország királya és Litvánia nagyhercege (* 1640)
- 1861 – Móga János császári és királyi altábornagy, az  1848-49 évi szabadságharc első szakaszában a magyar hadsereg fővezére (* 1785)
- 1873 – Vidats János gyártulajdonos, honvédtiszt, országgyűlési képviselő (* 1826)
- 1891 – Arthur Rimbaud francia szimbolista költő (* 1854)
- 1891 – Zsemlics István magyarországi szlovén író (* 1840)
- 1907 – Lukácsy Sándor színész, drámaíró, rendező (* 1835)
- 1924 – Pentelei Molnár János magyar festőművész (* 1878)
- 1926 – Gragger Róbert magyar irodalomtörténész (* 1887)
- 1929 – Lichteneckert István magyar olimpiai bronzérmes tőrvívó (* 1892)
- 1937 – Lev Vasziljevics Subnyikov szovjet kísérleti fizikus, a sztálini önkény áldozata (* 1901)
- 1938 – Mustafa Kemal Atatürk a modern Törökország megalapítója és első köztársasági elnöke (* 1881)
- 1951 – Somlay Artúr Kossuth-díjas magyar színész, színészpedagógus, kiváló művész (* 1883)
- 1968 – Kiss Árpád kémikus, az MTA tagja (* 1889)
- 1975 – Lányi Sarolta József Attila-díjas magyar költő, műfordító (* 1891)
- 1975 – Adorján József gazdálkodó, kisgazda politikus, országgyűlési képviselő (* 1900)
- 1981 – Abel Gance francia filmrendező, színész, producer (* 1889)
- 1982 – Leonyid Iljics Brezsnyev a Szovjetunió Kommunista Pártjának főtitkára (* 1906)
- 1985 – Bertalan Vilmos Munkácsy Mihály-díjas művészettörténész, muzeológus (* 1911)
- 1995 – Ken Saro-Wiwa Alternatív Nobel díjas ogoni (nigériai) író, költő  (* 1941)
- 1998 – Dévay Camilla magyar színésznő (* 1922)
- 2001 – Ken Kesey amerikai író, a „Száll a kakukk fészkére” szerzője (* 1935)
- 2005 – Supka Magdolna magyar művészettörténész (* 1914)
- 2006 – Jack Palance (szül. Volodimir Palahnyiuk) ukrán szárm. amerikai színész (* 1919)
- 2007 – Norman Mailer amerikai író (* 1923)
- 2008 – Miriam Makeba (Mama Afrika) Grammy-díjas dél-afrikai énekesnő, dalszövegíró, színésznő, emberjogi aktivista (* 1932)
- 2009 – Robert Enke német labdarúgó (* 1977)
- 2014 – Takakura Ken japán színész (Fekete eső) (* 1931)
- 2015 – Helmut Schmidt német politikus, kancellár (* 1918)
- 2019 – Szívós István olimpiai és világbajnok magyar vízilabdázó, edző, sportvezető, fogorvos (* 1948)

## Nemzeti ünnepek, emléknapok, világnapok
→Sablonvita:Ünnepek/11-10:
- a tudomány világnapja a békéért és a fejlődésért[1]
- Mustafa Kemal Atatürk török államfő emléknapja Törökországban (a halála napján)[2][3]
- Nagy Szent Leó pápa emléknapja a katolikus egyházban (a halála napján)[4]
- Avellino Szent András  szicíliai hitvalló emléknapja a katolikus egyházban[5]